# Марушинский район
Марушинский район — административно-территориальная единица в составе Западно-Сибирского и Алтайского краёв, существовавшая в 1935—1963 годах. Центр — село Воеводское.
Марушинский район был образован 18 января 1935 года в составе Западно-Сибирского края. С 28 сентября 1937 года район входил в состав Алтайского края.
По данным 1940 года Марушинский район делился на 17 сельсоветов: Бехтемир-Аникинский, Больше-Угреневский, Бочкаревский, Верх-Бехтемирский, Верх-Марушинский, Верх-Шубинский, Верх-Яминский, Воеводский, Енисейский, Ложкинский, Марушинский, Новиковский, Сверчковский, Старо-Бехтемирский, Сухочемровский, Шадринский, Шебалинский.
15 января 1944 года 1 сельсовет Марушинского района был передан в новый Яминский район.
1 февраля 1963 года Марушинский район был упразднён, а его территория передана в Целинный район.